# Charles M. Schulz
Charles Monroe Schulz (Mineápolis, Minnesota, 26 de noviembre de 1922-Santa Rosa, California, 12 de febrero de 2000) fue un historietista estadounidense, autor de la conocida tira cómica Peanuts, protagonizada por Charlie Brown y su pandilla. A lo largo de su vida dibujó 17 000 tiras cómicas y gracias también al merchandising derivado, se convirtió en el dibujante de cómics de más éxito en la segunda mitad del siglo XX.

## Biografía
Schulz nació en Minneapolis, Minnesota, el 26 de noviembre de 1922, y creció en Saint Paul. Era hijo único de Carl Fred Schulz y Dena Halverson, y tenía ascendencia alemana y noruega. Su tío le llamaba «Sparky» por el caballo Bujía de la tira cómica de Billy DeBeck Barney Google, que Schulz disfrutaba leyendo.
Schulz asistió a la escuela primaria Richards Gordon de Saint Paul, donde se saltó dos medios cursos. Se convirtió en un adolescente tímido y apocado, quizá por ser el más joven de su clase en el Central High School.
A Schulz le encantaba dibujar y a veces dibujaba al perro de su familia, Spike, que comía cosas inusuales, como alfileres y chinchetas. En 1937, Schulz hizo un dibujo de Spike y lo envió a Ripley's Believe It or Not!; su dibujo apareció en el panel sindicado de Robert Ripley, con el siguiente pie de foto: «Un perro de caza que come alfileres, chinchetas y cuchillas de afeitar es propiedad de C. F. Schulz, St. Paul, Minn.» y «Dibujado por “Sparky”».
Otro episodio destacable de su vida en el instituto fue el rechazo de sus dibujos por parte del anuario de su instituto, al que se refirió en Peanuts años más tarde, cuando hizo que Lucy le pidiera a Charlie Brown que le firmara un dibujo que había hecho de un caballo, para luego decir que era una broma. Una estatua de Snoopy de metro y medio de altura se colocó en la oficina principal del colegio 60 años después.

### Servicio militar y cargos en la posguerra
En febrero de 1943, Dena, la madre de Schulz, muere tras una larga enfermedad. En el momento de su muerte, Schulz acababa de enterarse de que padecía cáncer. Schulz había estado muy unido a su madre y su muerte le afectó mucho.
Alrededor de la misma época, Schulz fue reclutado en el United States Army. Sirvió como sargento segundo en la 20ª División Blindada en Europa durante la Segunda Guerra Mundial, como jefe de escuadrón en un equipo de ametralladoras calibre 50. Su unidad sólo entró en combate al final de la guerra. Schulz dijo que sólo tuvo una oportunidad de disparar su ametralladora, pero olvidó cargarla, y que el soldado alemán al que podría haber disparado se rindió voluntariamente. Años más tarde, Schulz habló con orgullo de su servicio en la guerra. Por estar bajo fuego recibió la Insignia de Infantería de Combate, de la que estaba muy orgulloso.
A finales de 1945, Schulz regresó a Minnesota, donde hizo letras para una revista de historietas católica romana, Timeless Topix. Antes de ser reclutado, Schulz había realizado un curso de correspondencia de la escuela Art Instruction, Inc., y en julio de 1946 aceptó un trabajo en la escuela, donde revisaba y calificaba los trabajos de los estudiantes. Trabajó en la escuela durante varios años mientras desarrollaba su carrera como creador de cómics.

## Trayectoria
El anticomunista propaganda cómic Is This Tomorrow contó con algunos de los primeros trabajos de Schulz. El primer grupo de viñetas regulares de Schulz, una serie semanal de chistes de una sola viñeta llamada Li'l Folks', se publicó de junio de 1947 a enero de 1950 en el St. Paul Pioneer Press, y Schulz solía hacer cuatro dibujos de una viñeta por número. Fue en Li'l Folks donde Schulz utilizó por primera vez el nombre Charlie Brown para un personaje, aunque aplicó el nombre en cuatro gags a tres niños diferentes, así como a uno enterrado en la arena. La serie también tenía un perro que se parecía mucho a Snoopy. En mayo de 1948, Schulz vendió su primer dibujo de un panel a The Saturday Evening Post; en los dos años siguientes, se publicaron un total de 17 dibujos sin título de Schulz en el Post,
Después de la muerte de su madre, en febrero de 1943, se enlistó en el Ejército de los Estados Unidos, siendo enviado al Campamento Campbell, en Kentucky. Dos años después se embarcó hacia Europa para luchar en la II Guerra Mundial como líder de las escuadra de infantería de la 20.ª División Blindada de Estados Unidos. El horror de todo lo que vio en esta época, lo volvió más escéptico con el género humano. Después de dejar el ejército en 1945, comenzó a trabajar como profesor de arte en Art Instruction Inc., lugar donde tomó cursos por correspondencia.
Sus dibujos fueron publicados por primera vez por Robert Ripley en su columna Ripley's Believe It or Not!. Sus primeras tiras cómicas regulares, Li'l Folks, fueron publicadas entre 1947 y 1949 por el St. Paul Pioneer Press. Esta viñeta también presentó un perro, de aspecto bastante parecido a Snoopy.  simultáneamente con su trabajo para el Pioneer Press. Por la misma época, intentó sindicar Little Folks a través de la Newspaper Enterprise Association; Schulz habría sido un contratista independiente del sindicato, algo inaudito en la década de 1940, pero el acuerdo fracasó. Li'l Folks se retiró del Pioneer Press en enero de 1950.
En 1957 y 1961 ilustró dos volúmenes del libro de Art Linkletter Kids Say the Darndest Things (Los niños dicen las cosas más raras), y en 1964 una colección de cartas, Querido Presidente Johnson, de Bill Adler.
Durante los años 1970 y 1980 ganó una considerable cantidad de dinero que empleó en parte en ayudar a los necesitados.
En la década de 1980, Schulz se quejó de que a veces le temblaba tanto la mano que tenía que sujetarse la muñeca para dibujar. Esto dio lugar a la impresión errónea de que Schulz padecía la enfermedad de Parkinson. Según una carta de su médico, depositada en los Archivos del Charles M. Schulz Museum por su viuda, Schulz tenía temblor esencial, una afección que se alivia con betabloqueantes. Schulz seguía insistiendo en escribir y dibujar la tira él solo, lo que se traducía en trazos notablemente más temblorosos con el paso del tiempo.
En noviembre de 1999, Schulz sufrió varios pequeños derrames cerebrales y una obstrucción de la aorta, y más tarde se le descubrió un cáncer de colon, el cual había desencadenado una metástasis, expandiéndose hacia el estómago. Producto de la quimioterapia, además del hecho de que ya no podía leer o ver con claridad, Schulz anunció el 14 de diciembre de 1999 su retiro, a la edad de 77 años.
El 12 de febrero de 2000, Schulz murió mientras dormía de un ataque al corazón en su casa de Santa Rosa, California, a la edad de 77 años. Padecía cáncer colorrectal. La última tira original de Peanuts se publicó al día siguiente. Había predicho que la tira le sobreviviría porque las tiras solían dibujarse semanas antes de su publicación. Schulz fue enterrado en el cementerio Pleasant Hills de Sebastopol, California. Schulz dejaba tras de sí casi cincuenta años de trabajo diario ininterrumpido, creando una historieta diaria, sin asistentes

## Valoración
Para Schulz, según sus propias palabras, el cómic era una forma de arte menor, sin embargo fue él mismo quien demostró como pocos sus enormes posibilidades. Pasó de ser un niño tímido al que nada le salía bien a convertirse en el dibujante que con más ternura consiguió mostrar el lado oculto del sueño americano.
Fue un innovador porque introdujo la vida cotidiana en el mundo de las historietas, dominado hasta entonces por la acción, el esfuerzo por lograr unos dibujos realistas y personajes como las creaciones de la factoría Disney. Otra característica destacada es que en sus historietas nunca aparecen adultos: el mundo de Charlie Brown, Snoopy y su pandilla pertenece a la infancia y a la adolescencia
Sus personajes tuvieron gran éxito entre pequeños y grandes, en el caso de los primeros debido a la sencillez de los dibujos y los personajes, y en el de los segundos dado el mensaje que cada uno de los personajes escondía tras de sí.

## Premios y reconocimientos
Schulz recibió el premio Humor Comic Strip de la National Cartoonists Society en 1962 por Peanuts y el premio Elzie Segar de la Sociedad en 1980; fue el primer ganador en dos ocasiones del Reuben Award (en 1955 y 1964) y el ganador del premio Milton Caniff Lifetime Achievement Award en 1999. También era un ávido aficionado al hockey; en 1981, Schulz recibió el Trofeo Lester Patrick por su destacada contribución al deporte del hockey en Estados Unidos, y fue incluido en el Salón de la Fama del Hockey de Estados Unidos en 1993.
En 1988, Schulz recibió el Premio Búfalo de Plata, el máximo galardón para adultos que conceden los Boy Scouts of America, por su servicio a la juventud estadounidense. El 28 de junio de 1996, Schulz fue honrado con una estrella en el Paseo de la Fama de Hollywood, junto a la de Walt Disney. Una réplica de esta estrella aparece fuera de su antiguo estudio en Santa Rosa. El 2 de noviembre de 2015, Snoopy también fue homenajeado con una estrella en el Paseo de la Fama de Hollywood.
El 1 de enero de 1974, Schulz actuó como Gran Mariscal del Desfile de las Rosas en Pasadena, California. Esto dio lugar a la única tira de Peanuts en la que hizo alguna referencia a sí mismo: Lucy estaba viendo el desfile y le dijo a Linus que el Gran Mariscal era alguien «del que nunca has oído hablar». Ese mismo año, recibió el Inkpot Award. En 1980, Schulz recibió el Golden Plate Award de la American Academy of Achievement, entregado por el miembro del Consejo de Premios, el juez John Sirica.
Schulz era un entusiasta jugador de bridge, y Peanuts incluía ocasionalmente referencias al bridge. En 1997, la American Contract Bridge League (ACBL) concedió tanto a Snoopy como a Woodstock el rango honorífico de Life Master, y Schulz se mostró encantado.
El 10 de febrero de 2000, dos días antes de la muerte de Schulz, el congresista Mike Thompson presentó la H.R. 3642, un proyecto de ley para conceder a Schulz la Medalla de Oro del Congreso, el más alto honor civil que puede otorgar el poder legislativo de Estados Unidos. El proyecto de ley fue aprobado por la Cámara (con el único voto en contra de Ron Paul y 24 abstenciones) el 15 de febrero, y el proyecto de ley se envió al Senado, donde se aprobó por unanimidad el 2 de mayo. El Senado también consideró un proyecto de ley relacionado, S.2060 (presentado por Dianne Feinstein). El presidente Bill Clinton promulgó la ley el 20 de junio de 2000. El 7 de junio de 2001, Jean, la viuda de Schulz, aceptó el premio en nombre de su difunto marido en una ceremonia pública.Schulz ingresó en el Salón de la Fama del Patinaje Artístico de Estados Unidos en 2007.
Schulz fue el destinatario inaugural de The Harvey Kurtzman Hall of Fame Award, aceptado por Karen Johnson, directora del Charles M. Schulz Museum, en los Harvey Awards de 2014, celebrados en la Baltimore Comic Convention en Baltimore, Maryland.

El Servicio Postal de EE. UU. conmemoró el centenario del nacimiento de Schulz con sellos postales en su honor «junto a sus queridos personajes».

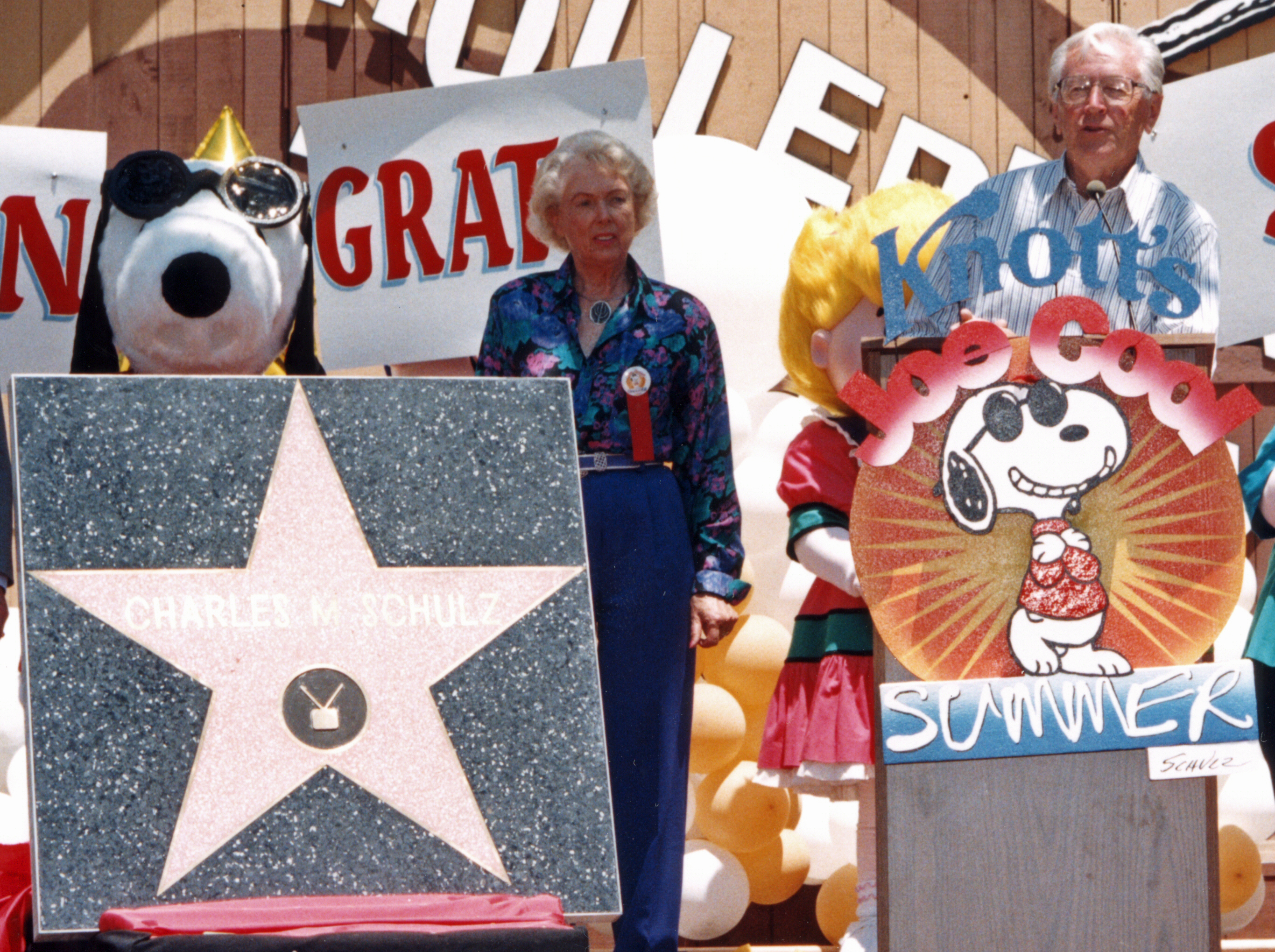
Charles M. Schulz recibe su estrella del Paseo de la Fama de Hollywood en junio del año 1996.

Schulz fue homenajeado el 27 de mayo de 2000 por los dibujantes de más de 100 tiras cómicas, quienes le rindieron homenaje a él y a Peanuts incorporando sus personajes en sus tiras ese día.  Si bien United Features conservó la propiedad de la tira, Schulz solicitó que el distribuidor no permitiera a ningún otro artista dibujar Peanuts. United Features honró sus deseos y, en su lugar, sindicó repeticiones. Debido a que Schulz consideró otros medios separados de la tira, se han realizado nuevos especiales de televisión y cómics con los personajes de Peanuts desde su muerte.
En el año 2000, la Junta de Supervisores del Condado de Sonoma, en California, decidieron renombrar al antes llamado Aeropuerto del Condado de Sonoma como Charles M. Schulz - Sonoma County Airport (en español: Aeropuerto Charles M. Schulz - Condado de Sonoma). El logo del aeropuerto incluyó a Snoopy con gafas y una bufanda, elevándose sobre el techo de su casa roja.
El Museo Charles M. Schulz fue abierto el 17 de agosto de 2002.
Prueba del éxito de su obra son la portada de Time y de Life que protagonizaron sus personajes; que la NASA bautizara Charlie Brown al módulo de mando del Apolo X y como Snoopy al módulo lunar; que cuando Ronald Reagan era gobernador de California, declarase el 25 de mayo como día de Charles Schulz; o que el ministro de arte francés Jack Lang le nombrase Caballero de la Orden de las Artes y Letras.
La NASA otorga el Premio Snoopy a sus empleados y contratistas por logros vinculados a la mejora de la seguridad o al éxito en una misión espacial.